# Einar Appelbom
Karl Einar Harald Appelbom, född den 1 oktober 1891 i Ösmo församling, Stockholms län, död den 2 december 1982 i Linköping, var en svensk militär. Han tillhörde ätten Appelbom. 
Appelbom avlade studentexamen 1911 och officersexamen 1915. Han blev fänrik vid Västernorrlands regemente sistnämnda år och löjtnant där 1918. Appelbom genomgick Krigshögskolan 1921–1923, blev kapten 1932 och var kompanichef vid Krigsskolan 1935–1937. Han befordrades till major vid Hälsinge regemente 1937, till överstelöjtnant och infanteribefälhavare i Vaxholms fästning 1941 samt till överste och sekundchef för Livgrenadjärregementet 1943. Appelbom beviljades avsked 1952. Han blev riddare av Svärdsorden 1936 och av Vasaorden 1937 samt kommendör av andra klassen av Svärdsorden 1947 och kommendör av första klassen 1950.